# Phymatopteris chenopus
Phymatopteris chenopus là một loài thực vật có mạch trong họ Polypodiaceae. Loài này được (H. Christ) S.G. Lu mô tả khoa học đầu tiên năm 2000.